# Pedro Gerstberger
Pedro Gerstberger ( n. 1951 ) es un botánico, profesor alemán, desarrollando tareas académicas en la Universidad de Bayreuth. Realiza actividades académicas en cultivos perennes, Flora y Vegetación de Europa, cartografía de la flora del noreste de Baviera, y gestión de ecosistemas, y es director académico de Ecología Vegetal.

## Algunas publicaciones

### Libros
- 2009. Raufußhühner. 96 pp.

- 2007. Flora Nordostbayerns: Verbreitungsatlas der Farn- und ... 273 pp.

- 2001. Grundlagen zur nachhaltigen Entwicklung von Ökosystemen bei veränderter Umwelt: BITÖK-Forschungsbericht. Bayreuther Forum Ökologie 99. Editor BITÖK, 111 pp.

- 1996. Taxonomie, Verbreitung und Ökologie von Poa supina Schrader in Nordost-Bayern. Con Heinz-Dieter Horbach, Wolfgang Wurzel

- 1987. Große Botanische Exkursion in die Ost-Alpen 1987: Durchgeführt vom Lehrstuhl für Pflanzenökologie und Systematik an d. Univ. Bayreuth. Universität (Bayreuth). Lehrstuhl für Pflanzenökologie und Systematik. 212 pp.

- La abreviatura «Gerstb.» se emplea para indicar a Pedro Gerstberger como autoridad en la descripción y clasificación científica de los vegetales.[2]